# 1903年臺灣
|        | 臺灣歷史 \| 台灣歷史年表 |
| 世纪： | 19世纪臺灣 \| 20世纪臺灣 \| 21世纪臺灣 |
| 年代： | 1870年代臺灣 \| 1880年代臺灣 \| 1890年代臺灣 \| 1900年代臺灣 \| 1910年代臺灣 \| 1920年代臺灣 \| 1930年代臺灣                                           |
| 年份： | 1898年臺灣 \| 1899年臺灣 \| 1900年臺灣 \| 1901年臺灣 \| 1902年臺灣 \| 1903年臺灣 \| 1904年臺灣 \| 1905年臺灣 \| 1906年臺灣 \| 1907年臺灣 \| 1908年臺灣 |
| 纪年： | 癸卯年（兔年）、日本明治36年 |

1903年臺灣

## 政府

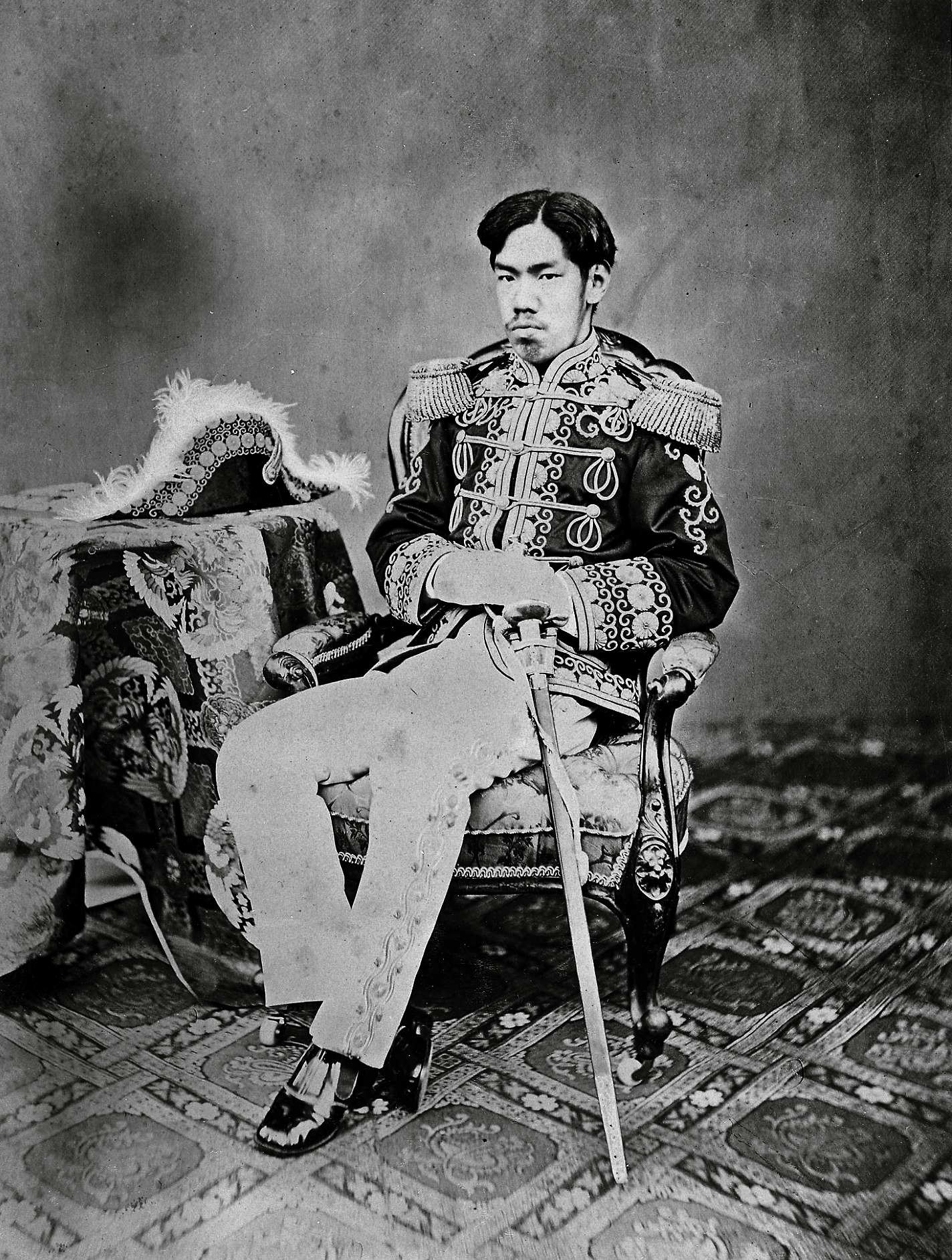
天皇：明治天皇
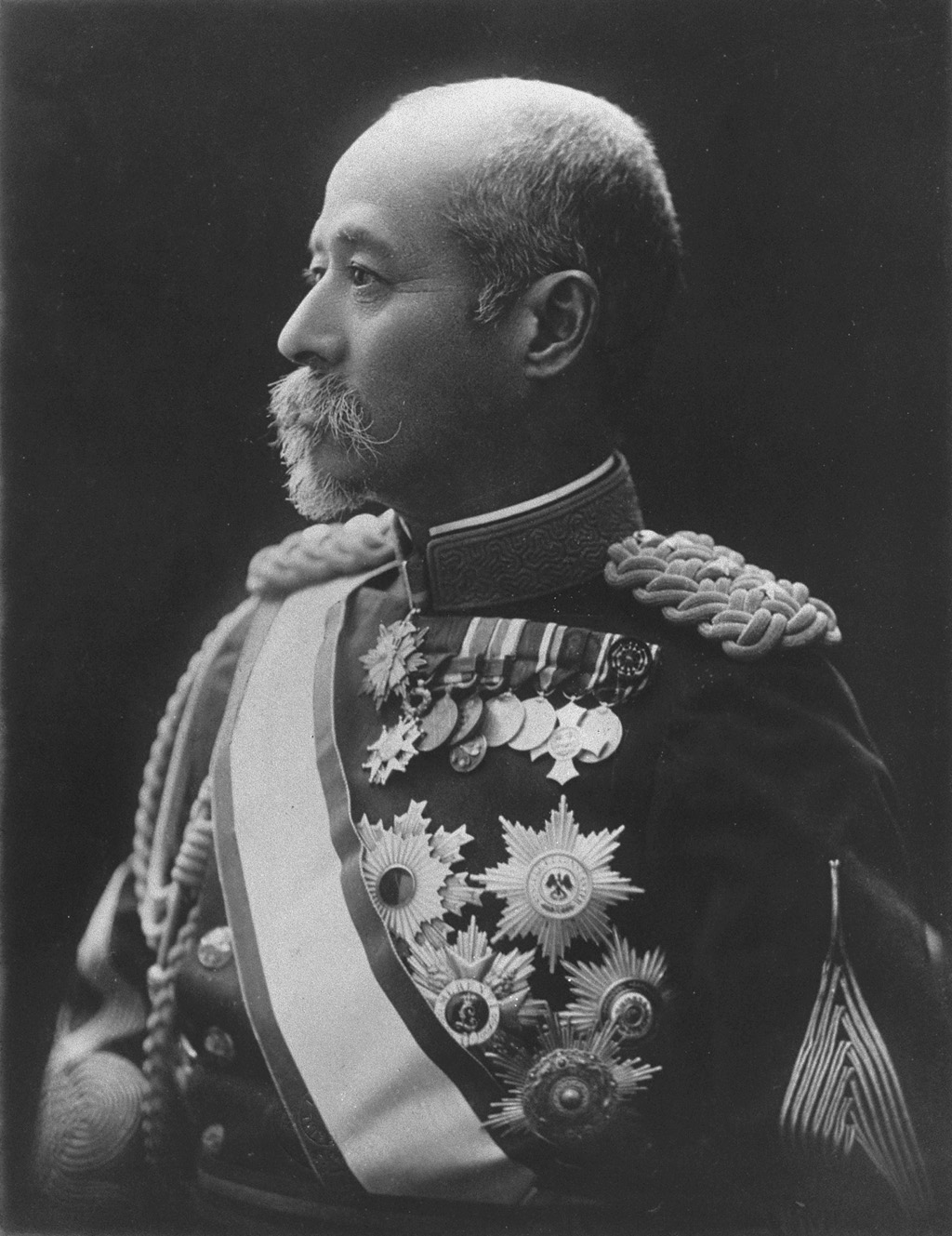
臺灣總督：兒玉源太郎
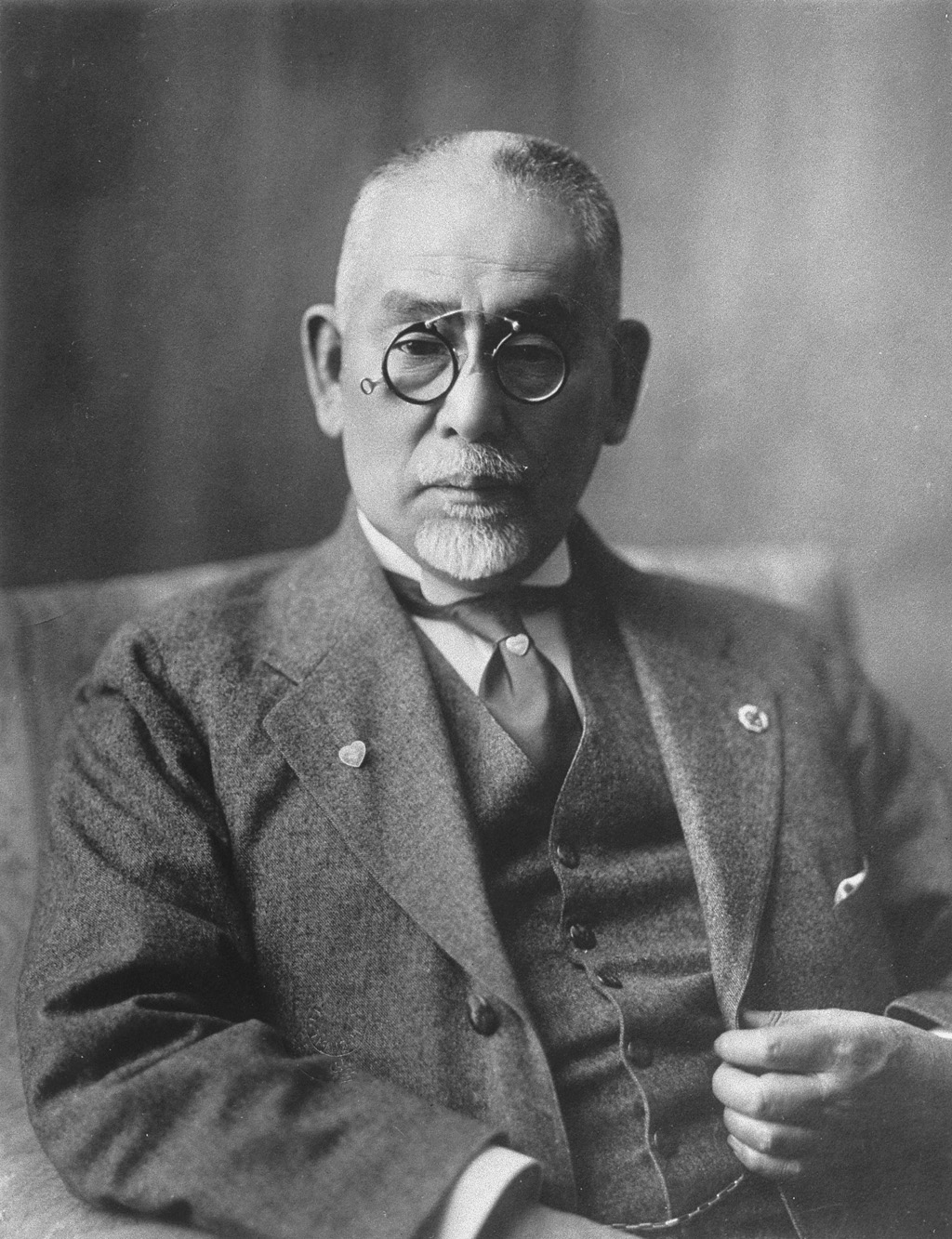
民政長官：後藤新平

## 大事記
- 3月15日——「臺北風俗改良會」成立[1]:190。
- 10月7日——苗栗至三叉河間鐵路通車。
- 12月15日——設立打貓驛，今民雄車站。（日语：／〔〕 Dabyō e ki ? [註 1]）。[2]

## 出生
- 4月12日——林才添，企業家、政治人物。曾任宜蘭縣縣長。（1989年逝世）
- 5月20日——簡吉，日治時期左翼社會運動者，戰後遭國民黨政府處決。（1951年逝世）
- 6月5日——顏水龍，畫家、工藝研究者。晚年以台灣原住民為創作題材。（1997年逝世）
- 10月13日——藍蔭鼎，畫家。曾任中華電視公司董事長。（1979年逝世）
- 11月6日——陳啟清，企業家。出身高雄陳家，父親為陳中和。（1989年逝世）
- 12月11日——楊基先，律師、政治人物。首任民選臺中市市長。（1961年逝世）
- 12月20日——雞籠生，本名為陳炳煌，漫畫家。（2000年逝世）